# 150. Panzerbrigade
La 150. Panzer-Brigade fu costituita nel novembre 1944 appositamente per l'Operazione Wacht am Rhein.
In seguito alla decisione di Hitler di lanciare una massiccia offensiva sul fronte occidentale dopo le sconfitte subite nell'estate 1944, venne deciso di creare un'unità per assicurarsi che i ponti sulla Mosa cadessero intatti in mano tedesca durante le prime fasi dell'offensiva; oltre a ciò, gli uomini di tale unità, in uniforme americana, dovevano confondersi tra i soldati americani, compiendo atti di sabotaggio. Da quest'idea nacque la 150. Panzerbrigade il cui comando fu affidato all'SS-Sturmbannführer Otto Skorzeny. L'insieme delle operazioni di sabotaggio previste andarono sotto il nome di Operazione Greif.

## Creazione e organizzazione
I piani originali prevedevano una brigata forte di 3 300 uomini, suddivisi in tre battaglioni ed equipaggiati con 15 carri armati, 20 autoblindo e 20 semoventi, oltre a 120 camion, 40 motociclette e 100 Jeep, tutte prede belliche; inoltre era stato previsto l'ampio uso di uniformi, equipaggiamenti e armi di provenienza anglo-statunitense. Poiché ebbe appena più di una settimana di tempo per racimolare tutto il materiale e gli uomini necessari, Skorzeny non riuscì a raggiungere il numero previsto di soldati né tantomeno furono trovati i mezzi: erano stati requisiti soltanto un terzo degli autocarri e delle auto richieste, una parte dei quali non era neppure operativa. Dei 15 blindati previsti era stato possibile trovarne solo due, entrambi non utilizzabili per malfunzionamenti, e tra gli otto autoblindo disponibili soltanto due erano statunitensi; oltretutto i semicingolati forniti erano di produzione tedesca. Per rimediare a tali carenze alla 150. Panzerbrigade furono assegnati 5 Panzer V Panther e 5 Sturmgeschütz III, camuffati con l'aggiunta di piastre saldate per somigliare a veicoli statunitensi; in particolare i Panther vennero impostati a immagine dei cacciacarri M10 Wolverine, ma non si sa quale tipo di mezzo dovessero ricordare gli StuG III. Tutti i veicoli del reparto vennero dipinti di verde oliva scuro con stelle bianche.
Gli uomini che formavano la brigata provenivano da tutte le branche dell'apparato militare tedesco: 1 500 erano soldati dell'esercito, 800 della Luftwaffe e 500 appartenenti alle Waffen-SS per un totale di 2 800 uomini, cosa che costrinse Skorzeny a ridurre a due i tre battaglioni inizialmente prospettati. Tra costoro meno di 50 parlavano correntemente l'inglese e soltanto 10 erano in grado di padroneggiare lo slang statunitense; infine altri 350 avevano una conoscenza scolastica dell'inglese oppure lo parlavano a stento. Con questi uomini vennero organizzati 40 nuclei di Kommando, ciascuno composto da quattro uomini su una jeep. Al 25 novembre 1944 l'ordine di battaglia era il seguente:
- 150. Panzerbrigade
  - Comando di brigata
  - 1 plotone da ricognizione
  - 1 plotone comunicazioni
  - Sezione da combattimento 2150
    - 1º battaglione
      - 1 plotone comunicazioni
      - 1ª compagnia (dotata di 22 carri armati Panther)
      - 2ª compagnia (Panzergrenadiere su semicingolati)
      - 3ª compagnia (preposta alla ricognizione armata con autoblindo)
      - 4ª compagnia (fanteria su autocarri)
      - 5ª compagnia (fanteria su autocarri)
      - 6ª compagnia (fanteria su autocarri)
      - 7ª compagnia (fanteria su autocarri)
      - 8ª compagnia (armi antiaeree)

    - 2º battaglione
      - 1 plotone comunicazioni
      - 9ª compagnia (dotata di 14 StuG III)
      - 10ª compagnia (preposta alla ricognizione armata con autoblindo)
      - 11ª compagnia (fanteria su autocarri)
      - 12ª compagnia (fanteria su autocarri)
      - 13ª compagnia (fanteria su autocarri)
      - 14ª compagnia (fanteria su autocarri)
      - 15ª compagnia (armi antiaeree)

  - 2150ª compagnia genieri da combattimento
  - 2150ª batteria d'artiglieria
  - 2150ª colonna pontieri

Venne costituito inoltre la piccola unità commando Einheit Stielau che riuniva i 150 militari dalla parlata più fluida e la gran parte del materiale catturato. Il resto della brigata fu diviso in tre Kampfgruppe (gruppi di combattimento) chiamati nell'ordine "X", "Y" e "Z": il primo fu posto al comando del tenente colonnello delle SS Hardieck, il secondo era guidato dal parigrado Wolf e il terzo dal capitano Scherff. Ogni gruppo era composto da tre compagnie di fanteria, due plotoni di Panzergrenadiere, due anticarro, due armati con mortai pesanti, uno di genieri, uno per le comunicazioni e infine da una sezione di manutenzione. Il Kampfgruppe X ebbe in carico i Panther modificati mentre i 5 StuG II andarono al Kampfgruppe Y.

## Le azioni nelle Ardenne
In realtà le azioni dei Kommando di Skorzeny furono di portata minore di quanto gli americani, vittime di una vera e propria psicosi collettiva, credettero: solamente 12 gruppi (per un totale di 44 uomini) furono inviati dietro le linee americane, con compiti di ricognizione e di avanguardia per le divisioni tedesche.
Con l'avvio dell'Operazione Greif, i Kommando causarono diversi problemi al traffico alleato, tuttavia gli obiettivi originali vennero a trovarsi fuori portata già dopo soli due giorni, per cui tali unità vennero impegnate come formazioni regolari. Impegnate nella cattura di Malmedy, in seguito a una violenta controffensiva americana, dovettero abbandonare le postazioni raggiunte e far ritorno alle linee tedesche, intorno al 28 dicembre.
Fallimentare dal punto di vista militare l'operazione fu un grande successo dal punto di vista psicologico, seminando un vero proprio "terrore del sabotatore" fra le file statunitensi, che si estese fin nelle più profonde retrovie e durò molto più a lungo della stessa offensiva delle Ardenne. Per lungo tempo le truppe americane inventarono i più bizzarri scioglilingua da far recitare a chiunque si presentasse a un posto di blocco o a una postazione di guardia, così come ingegnosi quiz a trabocchetto sulle squadre di baseball o su nozioni elementari di storia e geografia degli Stati Uniti (alcuni dei quali venivano sbagliati anche dagli stessi soldati statunitensi).
Otto infiltrati (secondo alcune fonti americane, 18) vennero catturati e fucilati come spie.